# 韦里耶尔 (科雷兹省)
韦里耶尔（法語：Veyrières，法語發音：[veʁjɛʁ]）是法国科雷兹省的一个市镇，属于于塞勒区。

## 地理
韦里耶尔（45°29'25"N, 2°23'35"E）面积4.1 平方千米，位于法国新阿基坦大区科雷兹省，该省份为法国中南部省份，北起上维埃纳省和克勒兹省，西接多爾多涅省，南至洛特省，东临多姆山省和康塔爾省。
与韦里耶尔接壤的市镇（或旧市镇、城区）包括：博尔附近圣博内、圣埃克叙佩里-莱罗什、圣维克图尔。

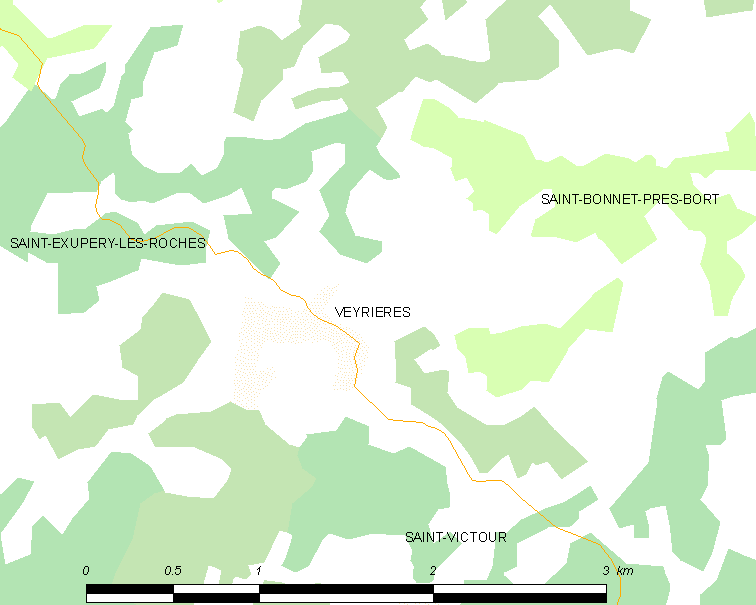
的OSM定位图

韦里耶尔的时区为UTC+01:00、UTC+02:00（夏令时）。

## 行政
韦里耶尔的邮政编码为19200，INSEE市镇编码为19283。

## 政治
韦里耶尔所属的省级选区为上多尔多涅县。

## 人口

1962-2008年间人口变化图示

韦里耶尔于2022年1月1日时的人口数量为82人。